# 地球大進化
《地球大進化》（日文：ちきゅうだいしんか）（副標題「46億年・往人類之旅」；日文：46億年・人類への旅；香港：生生不息生命力）是日本放送協會（NHK）在2004年4月至10月期間在NHK特集播映的紀錄片系列，共6集。日本方面在同年12月播映番外編。本節目在2005年奪得法國Jules Verne影畫節的「最優秀科學冒險獎」。本紀錄片涵蓋地球誕生至人類出現的過程。
本節目也有在日本以外多個地區播映，包括2005年在探索頻道作為世界地球日特輯播映；此外，香港無線電視也在2006年期間於翡翠台播映此節目，及後於2008年1月至2月間逢星期六下午5:30在高清翡翠台播映。

## 旁白
- 日本：中條誠子
- 美加：Christopher Plummer
- 香港：招世亮